# Light 'n' Lively Doubles Championships 1994
Light 'n' Lively Doubles Championships 1994 — жіночий тенісний турнір, що проходив на відкритих кортах з ґрунтовим покриттям Saddlebrook Golf & Tennis Resort у Веслі-Чапел (США) в рамках Туру WTA 1994. Тривав з 24 до 27 березня 1994 року.

## Фінальна частина

### Парний розряд
Яна Новотна /  Аранча Санчес Вікаріо —  Джиджі Фернандес /  Наташа Звєрєва 6–2, 7–5
- Для Новотної це був 2-й титул за сезон і 57-й — за кар'єру. Для Санчес Вікаріо це був 2-й титул за сезон і 40-й — за кар'єру.